# Беннетт (Північна Кароліна)
Беннетт (англ. Bennett) — переписна місцевість (CDP) в США, в окрузі Четем штату Північна Кароліна. Населення — 284 особи (2020).

## Географія
Беннетт розташований за координатами 35°34′31″ пн. ш. 79°32′5″ зх. д. / 35.57528° пн. ш. 79.53472° зх. д. (35.575280, -79.534612).  За даними Бюро перепису населення США в 2010 році переписна місцевість мала площу 8,35 км², з яких 8,31 км² — суходіл та 0,04 км² — водойми.

## Демографія
Згідно з переписом 2010 року, у переписній місцевості мешкали 282 особи в 121 домогосподарстві у складі 86 родин. Густота населення становила 34 особи/км².  Було 142 помешкання (17/км²).
Расовий склад населення:
| - 92,2 % — білих - 3,2 % — чорних або афроамериканців - 2,5 % — азіатів - 0,4 % — корінних американців |

До двох чи більше рас належало 1,8 %. Частка іспаномовних становила 0,0 % від усіх жителів.
За віковим діапазоном населення розподілялося таким чином: 19,5 % — особи молодші 18 років, 57,5 % — особи у віці 18—64 років, 23,0 % — особи у віці 65 років та старші. Медіана віку мешканця становила 44,6 року. На 100 осіб жіночої статі у переписній місцевості припадало 89,3 чоловіків;  на 100 жінок у віці від 18 років та старших — 84,6 чоловіків також старших 18 років.
Цивільне працевлаштоване населення становило 143 особи. Основні галузі зайнятості: освіта, охорона здоров'я та соціальна допомога — 46,2 %, виробництво — 34,3 %, роздрібна торгівля — 13,3 %, мистецтво, розваги та відпочинок — 6,3 %.